# 서울사당초등학교
서울사당초등학교는 대한민국 서울특별시 관악구 남현동에 있는 공립 초등학교이다.

## 학교 연혁
- 1972년 2월 29일 서울남태령국민학교 설립
- 1972년 7월 13일 서울사당국민학교 개교
- 1984년 9월 8일 사당호 및 교재원 준공
- 1991년 10월 20일 체육관 준공(275평)
- 1996년 3월 1일 현재 교명으로 개칭
- 1997년 2월 10일 급식실 개관
- 2000년 9월 18일 도서관 현대화 공사
- 2006년 9월 22일 과학실험실 현대화 사업
- 2006년 12월 22일 과학실 현대화 사업
- 2007년 7월 5일 사당호 연못 및 외등 설치
- 2008년 11월 3일 급식실 현대화 사업
- 2009년 12월 1일 과학실 현대화 사업 완료
- 2010년 5월 4일 돌봄교실 준공
- 2014년 1월 9일 방송실 및 화장실 개선공사
- 2016년 11월 14일 운동장 비구방지막 설치
- 2017년 2월 28일 교사동 내부균열 보수공사 및 도장공사
- 2017년 8월 30일 CCTV 설치공사
- 2017년 12월 18일 체육관 바닥개선 공사
- 2018년 3월 1일 서울형 혁신학교 지정
- 2018년 5월 20일 운동장 스탠드 보수 및 차양막 설치
- 2018년 11월 30일 엘리베이터 설치
- 2018년 12월 5일 교실 공기청정기 설치
- 2019년 1월 10일 제47회 졸업(98명)
- 2019년 1월 15일 목공실, 학부모회실, 마실 설치
- 2019년 2월 29일 냉난방기 교체 사업
- 2019년 3월 17일 돌봄교실 증설(2실) 및 리모델링(1실)
- 2019년 8월 26일 VR 스포츠실 설치
- 2019년 10월 10일 1학년 꿈담교실 설치
- 2019년 12월 15일 교육공간 재구조화 사업(놀이터 이전설치 및 농장 조성 공사)
- 2019년 12월 20일 체육관 방송시설 보수
- 2020년 2월 12일 제48회 졸업(102명)
- 2022년 7월 13일 개교 50주년

## 참고 자료
- 서울사당초등학교 - 한국교육학술정보원 학교알리미